# L’Austral
Die L’Austral ist ein Luxus-Kreuzfahrtschiff, welches von der französischen Kreuzfahrtgesellschaft Compagnie du Ponant, Marseille, eingesetzt wird.

## Geschichte
Das Schiff wurde am 20. April 2011 als Schwesterschiff der Le Boréal in Dienst gestellt und repräsentiert die neuesten Technologien auf dem Gebiet der Kreuzfahrtschiffe. Auf der Jungfernfahrt fuhr es von Marseille, Frankreich, nach Lissabon, Portugal.

## Ausstattung
An Bord befinden sich 132 Kabinen und Suiten für 264 Passagiere und Unterkünfte für 140 Besatzungsmitglieder. Die meisten der Kabinen besitzen einen eigenen Balkon. Zur weiteren Ausstattung gehören individuell einstellbare Klimatisierungen, ein eigenes Bad, Satelliten-TV, DVD-/CD-Player, iPod-Station, WLAN, Safe und Minibar. Sechs der Decks des Schiffes sind für die Passagiere zugänglich. An Bord wird sowohl Englisch als auch Französisch gesprochen, Deutsch soll in der Zukunft mit aufgenommen werden.

## Daten
Das Schiff verfügt über die Eisklasse 1C und ist somit für die Fahrt in eisbedeckten Gewässern mit einer Eisdicke bis zu 40 Zentimetern zugelassen.